# Сабатинівська культура
Сабатинівська культура — археологічна культура пізньої епохи бронзи (XVI—XIII ст. до н. е.), що була поширена в степовій смузі України від Дунаю до Приазов'я та Північному Криму. Назва походить від давнього поселення, що було виявлено біля села Сабатинівка Благовіщенського району Кіровоградської області.
Сабатинці мешкали у неукріплених поселеннях з кам'яними будівлями, мали розвинуту бронзову металургію, займалися землеробством і скотарством. Центр культури знаходився між Нижнім Дністром та Інгулом. З одного боку Сабатинська культура пов'язана зі зрубною, з іншого — з культурою Ноа.

## Основні віхи дослідження
В 1950-1960-х радянські вчені Кривцова-Гракова О. О., Телегін Д. Я. та Тереножкін О. І. виділили пізні пам'ятки зрубної суперкультури у Північному Причорномор'ї бронзової ери в окрему культуру і окреслили два етапи цієї культури — сабатинівський та білозерський. Роботи археологів Чернякова І. Т., Балагурі Е. А. та Лескова О.М. над описом і класифікацією знайдених бронзових артефактів, дослідження виявлених стародавніх майстерень, дозволили зробити висновки про високий рівень технологій бронзоливарного виробництва.
Сучасні науковці Гершкович Я. П., Клочко В. І. та Кіосак Д. В. за допомогою новітніх технологій і радіовуглецевого аналізу змогли точніше визначити вік знахідок і датували етапи як XVI—XIII та XII—X ст. до н. е. відповідно, але у працях радянських археологів датування може бути дещо іншим і у дослідженнях 1950-1960-х може бути указано, що білозерський етап є ранішим за сабатинівський.

## Походження
У формуванні сабатинівської культури провідна роль належить носіям культури багатопружкової кераміки, які жили в степовій зоні Молдови та України і були племенами пастухів — в основному, вони займалися відгінно-пасовищним скотарством з тимчасовими сезонними стійбищами. Хоча були і стаціонарні поселення, які можуть вказувати на скотарсько-землеробську форму господарства. Жваві зв'язки з землеробськими племенами Подунав'я призводять до ширшого проникнення традицій землеробства, бронзоливарного виробництва та розвинутого кам'яного будівництва. В наслідок цього, поволі змінилася господарська діяльність населення, яке почало осідати, завдяки чому з'явилася понад 1000 осілих поселень з кам'яними будівлями — археологічні пам'ятки, що залишилися від них, науковці об'єднують у сабатинівську культуру.

## Господарська діяльність
Племена сабатинівської культури жили з хліборобства і скотарства. Поширенню землеробства сприяв кліматичний оптимум і більш вологий клімат, аніж сучасний. З часом, почалася тенденція до потепління і аридизації (більшої посушливості), що спричинило зміни у тваринництві: спочатку основні череди сабатинівців складала велика рогата худоба, згодом вони почали збільшували частку поголів'я овець у стаді домашніх тварин, у них з'явилися свині (ознака осідлості) і вони стали менше полювати.
Наявність стад великої рогатої худоби, овець і коней демонструють поселення Бузьке-1, Бузьке-2, Бузьке-4, Виноградний сад, Новогригорівка та Степове.
Важлива роль належала розведенню коней — з часом, їх поголів'я теж значно збільшується: знахідки кінських кісток у поселеннях становлять від 9 до 26 %, а в Анатолійському селищі — 38 %. Олександр Браунер на основі обстежених кісток виділив три види коней, що використовувалися сабатинцями: тонконогої верхової, ширококосної тяглової і змішаної. Про використання коней для верхової їзди свідчать знайдені кістяні псалії та виявлені (бронзові) псалії — перші елементи металевої збруї у Південно-Східній Європі.
У Виноградному саду і Дримайлівці сабатинці активно займалися рибальством.
Численні знайдені прясельця говорять про поширення ткацтва, виявлені знаряддя для обробки шкіри вказують на розвиток кушнірства. Високий рівень обробки дерева засвідчують знайдені знаряддя праці для його обробки і залишки жител.

### Кераміка
Сабатинівці виготовляли кераміку від руки і, зазвичай, випалювали у відкритих вогнищах. Найчастіше на посуді зустрічається валиковий орнамент. Як правило, одиночний валик, гладенький або розчленований косими насічками, оперізує шийку горщика під вінчиком. Яків Гершкович вважав, що такий орнамент наносився як додаткове ребро міцності для зручності у користуванні і запобіганню ковзанню. Серед решти ліпного посуду переважають прямостінні або банкоподібні горщики, орнаментовані валиковим орнаментом, у тому числі з характерними Т-подібними композиціями, а також наліпами-упорами на плечиках.
Інша група кераміки має явні риси культури Ноа і Карпато-Балканського регіону. Прикладом тут можуть бути двуручні келехи та столовий посуд з двома ручками (т. зв. канфароси), черпаки з виступами на ручці, горщики та банки, орнаментовані наколами під вінчиком.
Третя група горщиків-піфосів з багатоваликовим орнаментом схожі на ті, що побутували в Мікенській Греції.

### Міжнародна торгівля
У 1973 на території села Крижовлин (Україна) була знайдена золота чаша епохи бронзи (сер. II тис. до н. е.). Подібні чаші також були знайдені в селі Редень (Румунія) та селі Вилчитрин (Болгарія). Науковці вважають, що ці чаші були виготовлені в Ахейській Греції і є прикладом далеких торгівельних зв'язків Ноа-Сабатинівсько-Кослогеньської культурної спільності зі стародавніми Мікенами.

### Бронзоливарне виробництво
Знайдені численні скарби бронзових речей — Журавлинський, Коблевський, Курлозький, Новотроянівський, Антонівський, Солонецький, Бузький, Оріховський та ін. — демонструють розвинене бронзоливарне ремесло сабатинців. Виявлені знахідки містили різноманітні серпи, сокири-кельти, наконечники списів, кинджали, з прикрас — шпильки, підвіски, браслети — все це засвідчує не тільки виробництво, але й торгівлю металевими виробами. Артефакти вказують на торгові зв'язки з карпато-трансильванськими та дунайськими металургійними центрами, а на сході — зі зрубною культурно-історичною спільністю.
Відомо кілька центрів високорозвинутого сабатинівського виробництва, що засвідчене майстернями (Волоське, Красномаяцька, Вищетарасівська, Новокиївка, Малокопанівська та ін.), де виготовляли знаряддя праці, зброю та прикраси.
У лігатурі багатьох бронзових виробів сабатинівської культури Є. М. Черних було виявлено невеликі домішки заліза (до 5.5 %). Вчений переконаний, що залізо потрапило у мідь при використанні мідноколчеданних руд, що містять його домішки, і вважає, що воно не могло цілеспрямовано додаватися у мідь в істотному співвідношенні, оскільки висока температура плавлення (1535°) не дозволила б йому розплавитися у рідкій розплавленій міді, що має значно меншу температуру плавлення.

## Будівництво поселень. Могильники
Для сабатинівської культури характерні наземні і напівземлянкові житла, часто з кам'яними основами стін. Поселеннях часто будували по берегах річок. Відомі поселення: Виноградний Сад, Анатолівка, Кірове, Новокиївка, Бузьке-1, Бузьке-2, Бузьке-4, Новогригорівка та Степове.
Поховання подібні до зрубних — курганні та ґрунтові могильники.. Можливо, переважав безкурганний обряд.

## Зникнення
Кінець існування культури Яків Гершкович та Віталій Отрощенко пов'язують з «катастрофою бронзової доби», коли на поч. XIII ст. до н. е. у Східній Європі різко змінився клімат і став більш посушливим — зокрема, неврожаї та голод зафіксовані у письмових джерелах стародавніх держав Східного Середземномор'я. Вчені вважають, що у степах України тоді склалася особливо критична ситуація і стало неможливо займатися землеробством — вони фіксують знинення сабатинівських поселень і різке зменшення чисельності населення в регіоні. Тоді ж відбувалося велике переселення народів і дослідники висувають версію, що сабатинці могли брати участь у навалі «народів моря» на Ахейську Грецію або Хетську державу.

### Довідники
- Сабатинівська культура // Енциклопедія історії України : у 10 т. / редкол.: В. А. Смолій (голова) та ін. ; Інститут історії України НАН України. — К. : Наукова думка, 2012. — Т. 9 : Прил — С. — С. 412. — ISBN 978-966-00-1290-5. [Архівовано 9 липня 2016 у Wayback Machine.]
- Сабатинівська культура // Енциклопедія українознавства : Словникова частина : [в 11 т.] / Наукове товариство імені Шевченка ; гол. ред. проф., д-р Володимир Кубійович. — Париж — Нью-Йорк : Молоде життя, 1973. — Кн. 2, [т. 7] : Пряшівщина (продовження) — Сибір. — С. 2679. — ISBN 5-7707-4049-3.
- Сабатинівська культура // Малий словник історії України / відпов. ред. Валерій Смолій. — К. : Либідь, 1997. — С. 464. — ISBN 5-325-00781-5. [Архівовано 3 лютого 2017 у Wayback Machine.]

### Статті
- Черняков Іван. Про призначення деяких предметів з Інгульського скарбу // Археологія (видання). — 1984. — № 46. — С. 17—22. — ISSN 0235-3490.
- Nikolaus Boroffka. The Oxford Handbook of the European Bronze Age = Chapter 47: Romania, Moldova, and Bulgaria. In Anthony Harding, Harry Fokkens (eds.). — Oxford University Press, 2013. — С. 877-897. — ISBN 978-0-19-957286-1. (англ.)
- Тудор Сорочяну, Еуджен Сава. Некоторые заметки об изготовлении, типологии и распространении в позднем бронзовом — раннем железном веках металлических сосудов между Карпатами, Северным Кавказом и Уралом. — Berlin, 2020. — С. 527-548. (нім.), (рос.)
- Кіосак Д.В., Секерська О.П. Нові дані до хронології стратифікованого поселення Сабатинівка I. — Εμινακο., 2021. — Т. 1. — С. 67-81.

### Монографії (книжки)
- Гудкова А. В., Охотников С. Б., Субботин Л. В., Черняков И. Т. Археологические памятники Одесской области: (справочник). — Одесса : Одесский археологический музей АН УССР, 1991. — 183 с. (рос.)
- Чмихов М. О., Кравченко Н. М., Черняков І. Т.  Археологія та стародавня історія України. Курс лекцій. — Київ : Либідь, 1992. — 373 с.
- Гошко Т.Ю. Металообробка у населення Правобережної Лісостепової України за доби пізньої бронзи (Дисертація). — Київ, 2007. — 301 с.
- Черных Е.Н.[ru]. Древняя металлообработка на Юго-Западе СССР. — М. : Наука , 1976. — 301 с. (рос.)
- Дмитро Куштан. Південь Лісостепового Подніпров’я за доби пізньої бронзи. — Археологічний альманах, № 29. — 2013. — С. 232.